# Следзевский, Гжегож
Гже́гож Ри́шард Следзе́вский (пол. Grzegorz Ryszard Śledziewski; 18 июля 1950, Гданьск) — польский гребец-байдарочник, выступал за сборную Польши на всём протяжении 1970-х годов. Трёхкратный чемпион мира, победитель многих регат национального и международного значения, участник трёх летних Олимпийских игр. Также известен как тренер по гребле на байдарках и каноэ.

## Биография
Гжегож Следзевский родился 18 июля 1950 года в городе Гданьске Поморского воеводства. Активно заниматься греблей начал в раннем детстве, проходил подготовку в местных спортивных клубах MRKS и Stoczniowca.
Первого серьёзного успеха на взрослом международном уровне добился в 1970 году, когда попал в основной состав польской национальной сборной и побывал на чемпионате мира в Копенгагене, откуда привёз награды серебряного и бронзового достоинства, выигранные в зачёте одиночных байдарок на дистанциях 500 и 1000 метров соответственно. Год спустя выступил на мировом первенстве в югославском Белграде, где стал чемпионом в одиночках на километровой дистанции. Благодаря череде удачных выступлений удостоился права защищать честь страны на летних Олимпийских играх 1972 года в Мюнхене — стартовал в километровой гонке одиночек, сумел дойти до финала, но в решающем заезде показал лишь восьмой результат.
В 1973 году на чемпионате мира в финском Тампере в одиночках Следзевский получил бронзу на пятистах метрах и серебро на тысяче. В следующем сезоне на мировом первенстве в Мехико четырежды поднимался на пьедестал почёта: взял бронзу в одиночках на полукилометровой дистанции и в эстафете 4 × 500 м, серебро в одиночках на километре, золото в двойках на пятистах метрах. Ещё через год на аналогичных соревнованиях в Белграде в зачёте одиночных байдарок выиграл бронзовую медаль в гонке на пятьсот метров и золотую медаль в гонке на тысячу метров, став таким образом трёхкратным чемпионом мира. Будучи одним из лидеров гребной команды Польши, благополучно прошёл квалификацию на Олимпийские игры 1976 года в Монреале — стартовал сразу в трёх дисциплинах, но ни в одной не смог попасть в число призёров. В одиночках на 500 и 1000 метрах занял в финалах пятое и восьмое места соответственно, тогда как в двойках на пятистах метрах добрался только до стадии полуфиналов.
После монреальской Олимпиады Гжегож Следзевский остался в основном составе польской национальной сборной и продолжил принимать участие в крупнейших международных регатах. Так, в 1977 году он выступил на чемпионате мира в болгарской Софии, где удостоился серебряной награды в полукилометровой программе одиночек. Два года спустя на мировом первенстве в немецком Дуйсбурге вместе с четырёхместным экипажем добыл бронзу на пятистах метрах и серебро на тысяче. Позже прошёл отбор на Олимпийские игры 1980 года в Москве — на сей раз в одиночках на дистанции 500 метров остановился на стадии полуфиналов, в то время как в четвёрках на дистанции 1000 метров финишировал в финале четвёртым, немного не дотянув до призовых позиций.
Завершив спортивную карьеру, в период 1981—1989 годов работал тренером по гребле на байдарках и каноэ в Финляндии, в том числе подготовил финского олимпийского чемпиона Микко Колехмайнена. Впоследствии вернулся в Польшу и занялся бизнесом, занимал должность вице-президента Польской федерации каноэ.